# Piombatoia

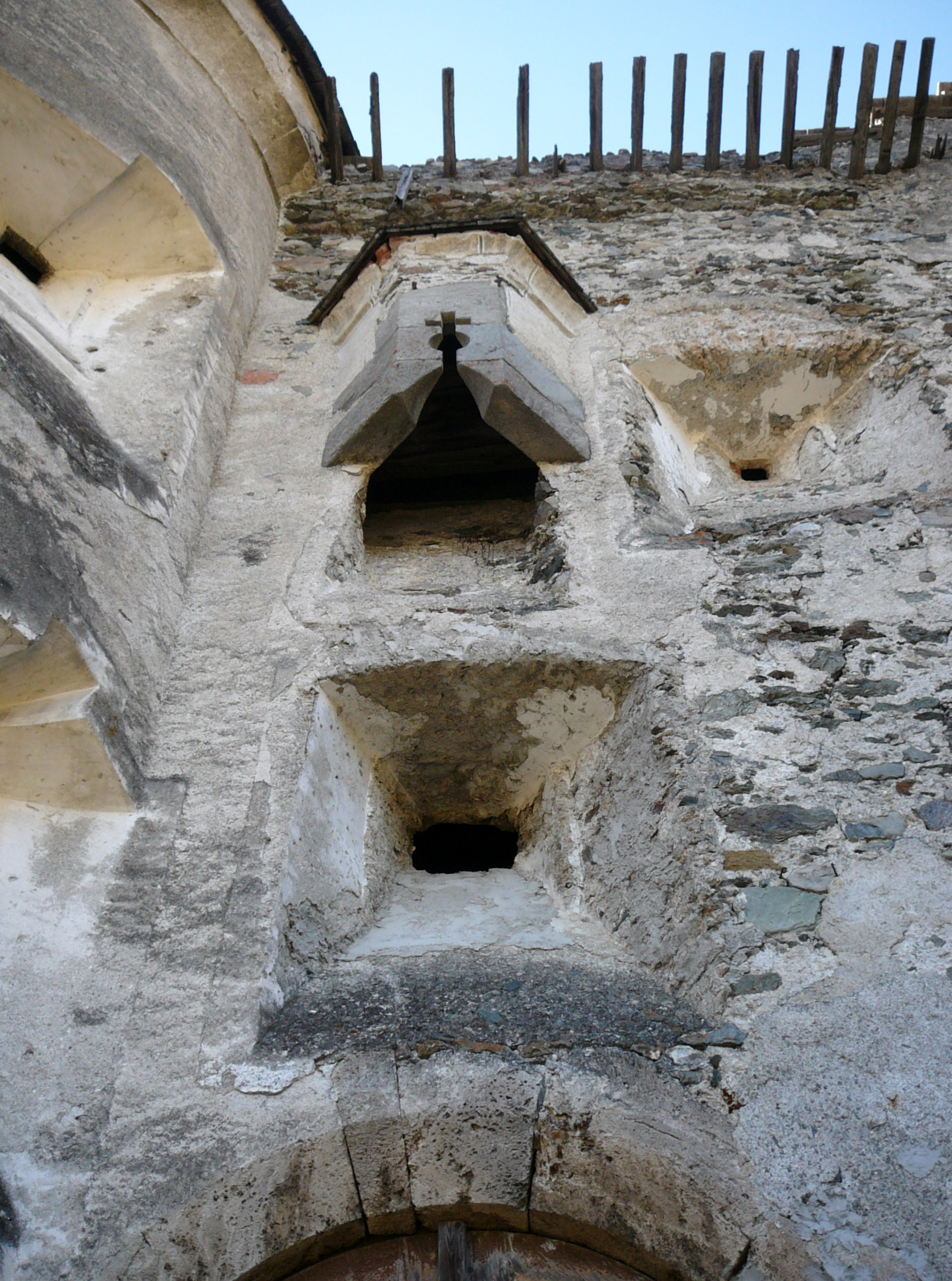
La piombatoia del castello di Heinfels

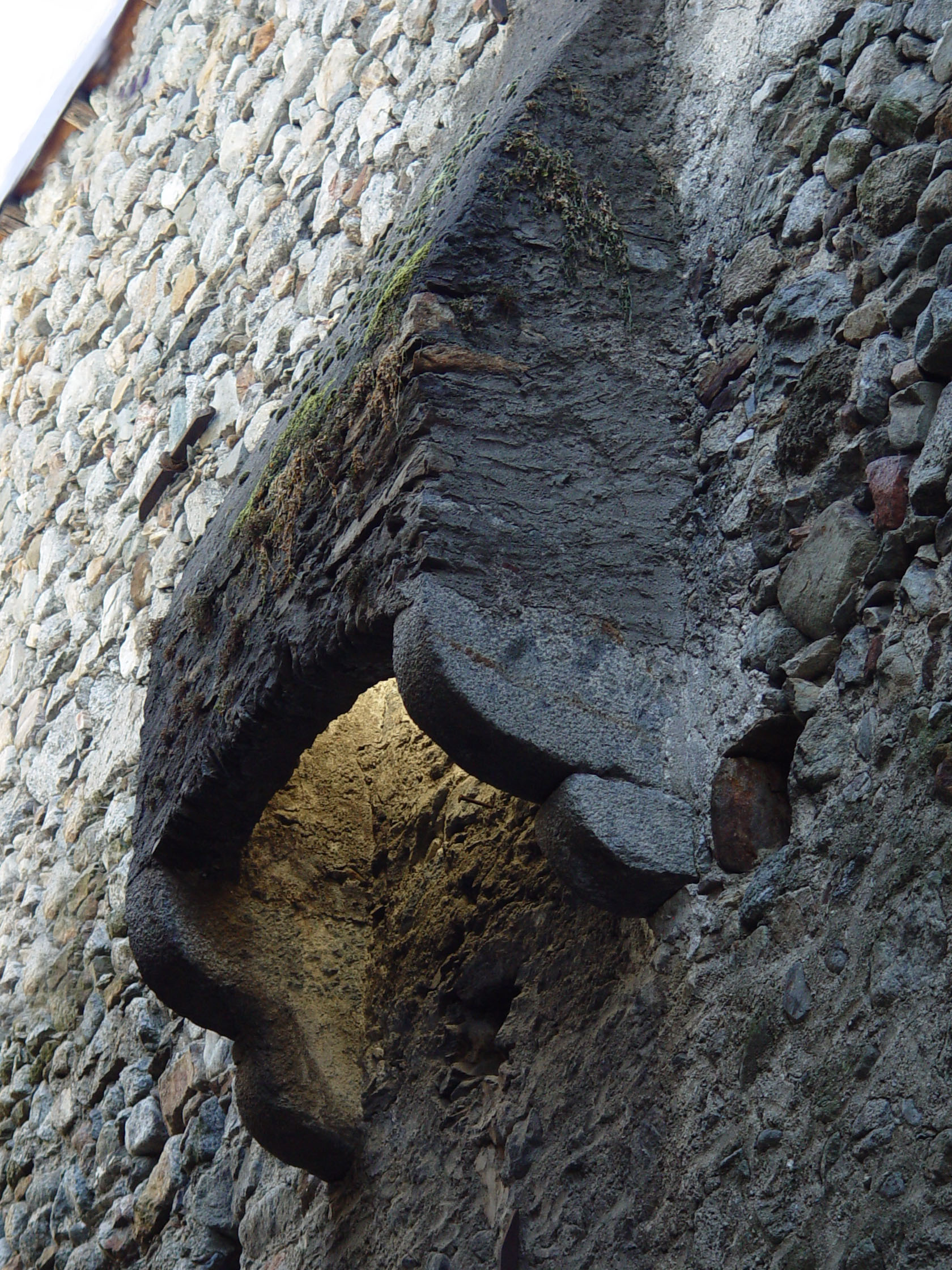
Una caditoia del castello di Chiuro (SO)

La piombatoia (o caditoia) è una buca a forma di feritoia fatta negli sporti delle rocche, nei ballatoi delle antiche fortificazioni, nelle volte delle torri e, talvolta, anche in abitazioni private. La funzione delle piombatoie consentiva la tattica militare della difesa piombante, la quale consiste nel far cadere sul nemico assediante (oramai prossimo alle mura difensive), sia liquidi infiammabili o bollenti, sia materiali solidi come laterizi o pietre.

## Storia
L'uso di munire la sommità delle torri con piombatoi è di importazione orientale e la costruzione degli stessi in modo stabile e definitivo risale al XIII secolo. Nei secoli anteriori, si usava collocare sull'alto delle mura palchi di legname nei quali le piombatoie erano costituite da specie di fori quadrati o da larghe scanalature orizzontali praticate lungo il cammino di ronda, che permettevano di colpire il piede del muro con pietre, pezzi di legno, materie incendiarie. Originariamente tale aumento di difesa era applicato alle cortine, perché, per la loro posizione, si ritenevano più deboli delle torri e di più facile approccio. In un secondo tempo, siccome gli assalitori cercavano di rovinare tali difese di legname, specialmente col getto di proiettili infiammanti allo scopo di provocarne l'incendio, cosa facilissima quando le mura erano poco alte e l'armatura non coperta della difesa con pelli fresche e umide, dalla metà del XIII secolo, si cercò di rendere più difficili tali tentativi introducendo l'uso di mensoloni di pietra incastrati nel muro a sostegno dell'armatura stessa, e si ebbero piombatoi con struttura mista di pietre e di legname.
Esempio caratteristico quelle della Rocca Malatestiana della città di Cesena. Perdurando con tale disposizione il pericolo di incendio, nel XIII secolo incominciò la costruzione sull'alto delle torri e delle cortine, del cammino di ronda in pietra, munito di fori assai avvicinati al fine di far cadere i proietti verticalmente. In tal modo si affermò questa parte caratteristica delle fortificazioni medioevali, nelle quali il gusto dell'arte si univa bellamente alle esigenze di carattere militare.
A partire dal XIV secolo, i piombatoi di pietra formarono parte integrante del coronamento delle mura. Le caditoie di pietra erano coperte in modo stabile come lo era di massima il cammino di ronda. Alla fine del XV secolo il progredire delle artiglierie rese inutili tali difese, tuttavia si continuò la disposizione delle caditoie sull'alto delle torri e dei castelli in omaggio alla tradizione e da elemento di fortificazione divenne motivo di elegante decorazione che ancora oggi si ammira in molti castelli e palazzi.
Nel medioevo si solevano munire di piombatoie i coronamenti delle chiese, allorquando si temeva che esse dovessero sostenere qualche aggressione.
Nell'era moderna, le caditoie esistevano ancora, sempre a scopo difensivo, nelle fortezze o nei bunker, dove venivano usate per il lancio di bombe a mano. Eventualmente potevano essere utilizzate anche per espellere i proiettili sparati.